# Katai
Katai là một thị trấn thống kê (census town) của quận Thane thuộc bang Maharashtra, Ấn Độ.

## Nhân khẩu
Theo điều tra dân số năm 2001 của Ấn Độ, Katai có dân số 11.250 người. Phái nam chiếm 74% tổng số dân và phái nữ chiếm 26%. Katai có tỷ lệ 67% biết đọc biết viết, cao hơn tỷ lệ trung bình toàn quốc là 59,5%: tỷ lệ cho phái nam là 74%, và tỷ lệ cho phái nữ là 45%. Tại Katai, 11% dân số nhỏ hơn 6 tuổi.